# Neit (esposa de Pepi II)
Neit fue una reina consorte del Antiguo Egipto, una de las reinas principales del faraón del Imperio Antiguo Pepi II Neferkare, quién gobernó aprox. c. 2278 a. C. – c. 2184 a. C. La reina Neit fue nombrada por la diosa Neit.

## Familia
Neit es considerada una hija del faraón Pepi I y la reina Anjesenpepi I, por tanto tía y prima del faraón Pepi II. Neit podría ser la madre del rey Merenra II. Hay una leyenda sobre la reina Nitocris que, de existir realmente, podría haber sido hija de Neit.

## Títulos
Sus títulos como hija real incluyen: hija del rey (s3t-niswt), la hija mayor del rey nacida de su cuerpo (s3t-niswt-smswt-n-kht.f), la hija mayor del rey nacida del cuerpo de Mennefer-Meryre (s3t-niswt-smswt-n-kht.f-mn-nfr-mry-r'), y Princesa Hereditaria (iryt-p`t).
Como esposa del faraón utilizó los títulos: Esposa del rey (hmt-nisw), Amada Esposa del rey Men-ankh-Neferkare (hmt-nisw meryt.f-mn-‘nkh-nfr-k3-r'), Grande en Alabanzas (wrt-hzwt), Señora del Cetro (wrt-hetes), La que ve a Horus y Seth (m33t-hrw-stsh), Asistente de Horus (kht-hrw), Consorte y amada de las Dos Señoras (sm3yt-mry-nbty), Compañero de Horus (tist-hrw), y Compañera de Horus (smrt-hrw)
El título de Neit de Madre del Rey (mwt-niswt) muestra que fue madre de un faraón.

## Entierro

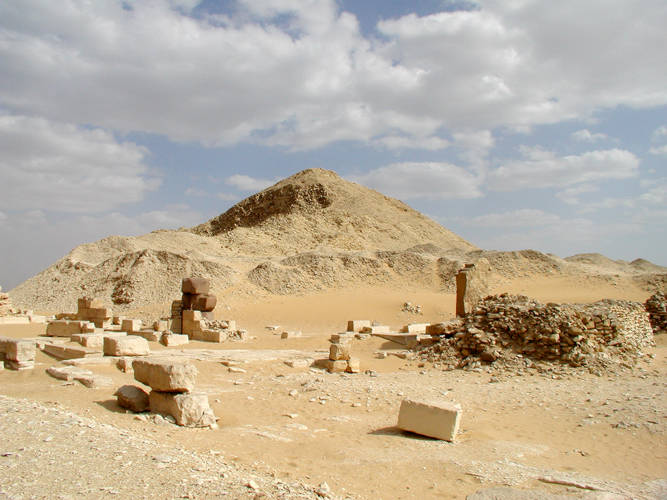
Pirámide de Pepi II con las pirámides más pequeñas para las reinas Neith, Iput II y Udjebten.

De las tres pequeñas pirámides del complejo alrededor de la gran pirámide de Pepi II, la de Neit es la más grande.
Puede haber sido la primera de las pirámides construidas para las esposas reales de Pepi II. El complejo de la pirámide de Neit incluyó un pequeño templo funerario, una pirámide satélite para el ka de la soberana y una flota de dieciséis barcas de madera enterradas entre ambas pirámides, la principal y la anexa. La entrada al recinto está flanqueada por dos obeliscos con inscripciones. La cámara funeraria de Neit estaba decorada con los Textos de las Pirámides. Esta es la segunda aparición conocida de estos textos en la pirámide de una reina, siendo la primera en la de Anjesenpepi II. La saqueada cámara contenía un sarcófago de granito rojo (vacío) y la caja para los vasos canopes.
Algunos huesos de la momia profanada descubiertos estuvieron un tiempo albergados en la Escuela Médica Qasr el-Aini.